# Podocyt

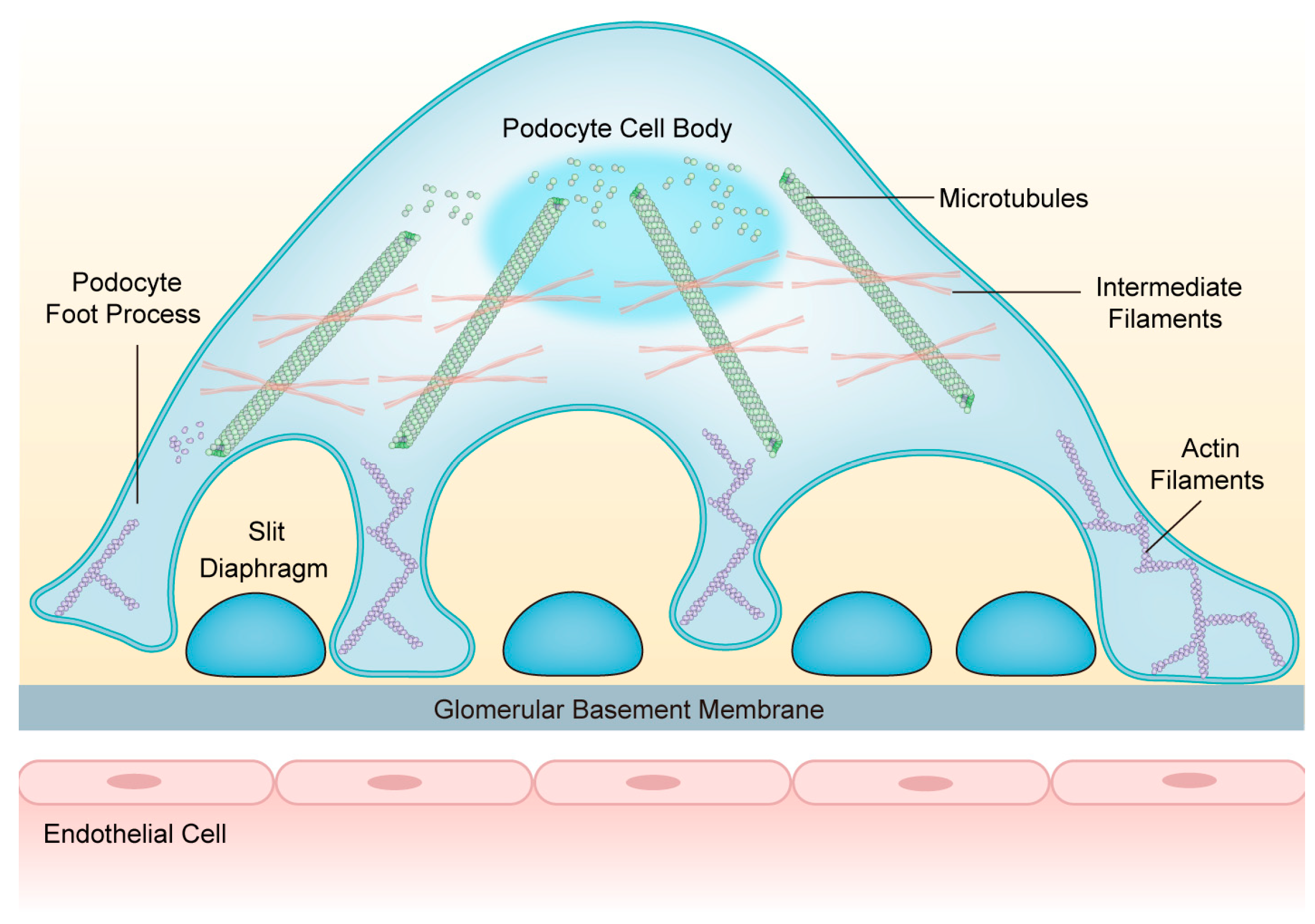
De structuur van een podocyt en het netwerk van podocytcytoskeletten

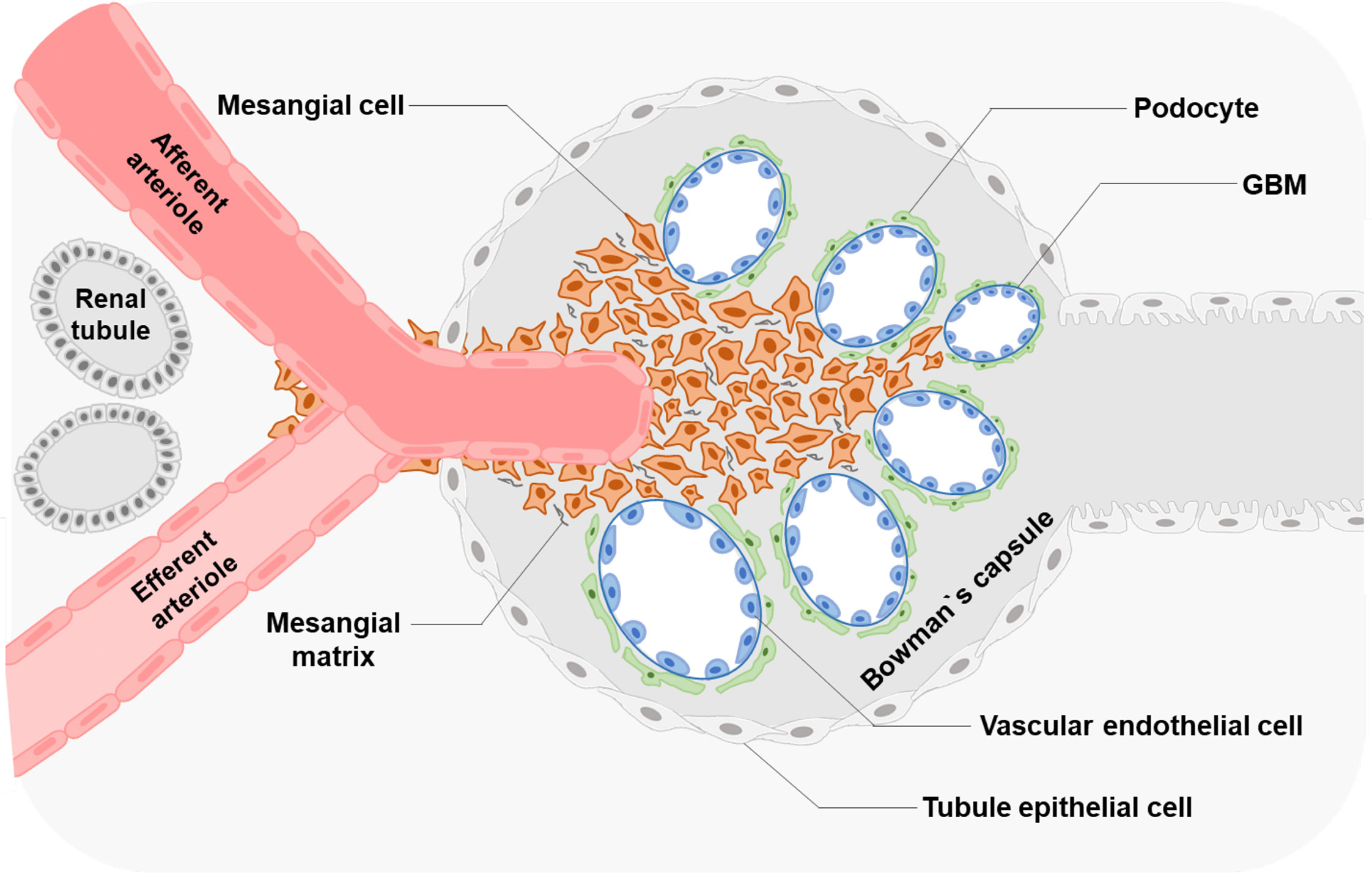
Glomerularstructuur en locatie van podocyten en mesangiumcellen. GBM: glomerulaire basaalmembraan. Het glomerulaire basaalmembraan van de nier is de basale lamina van de glomerulus. De basale lamina is een laag extracellulaire matrix die wordt afgescheiden door de epitheelcellen, waarop het epitheel is aangehecht.

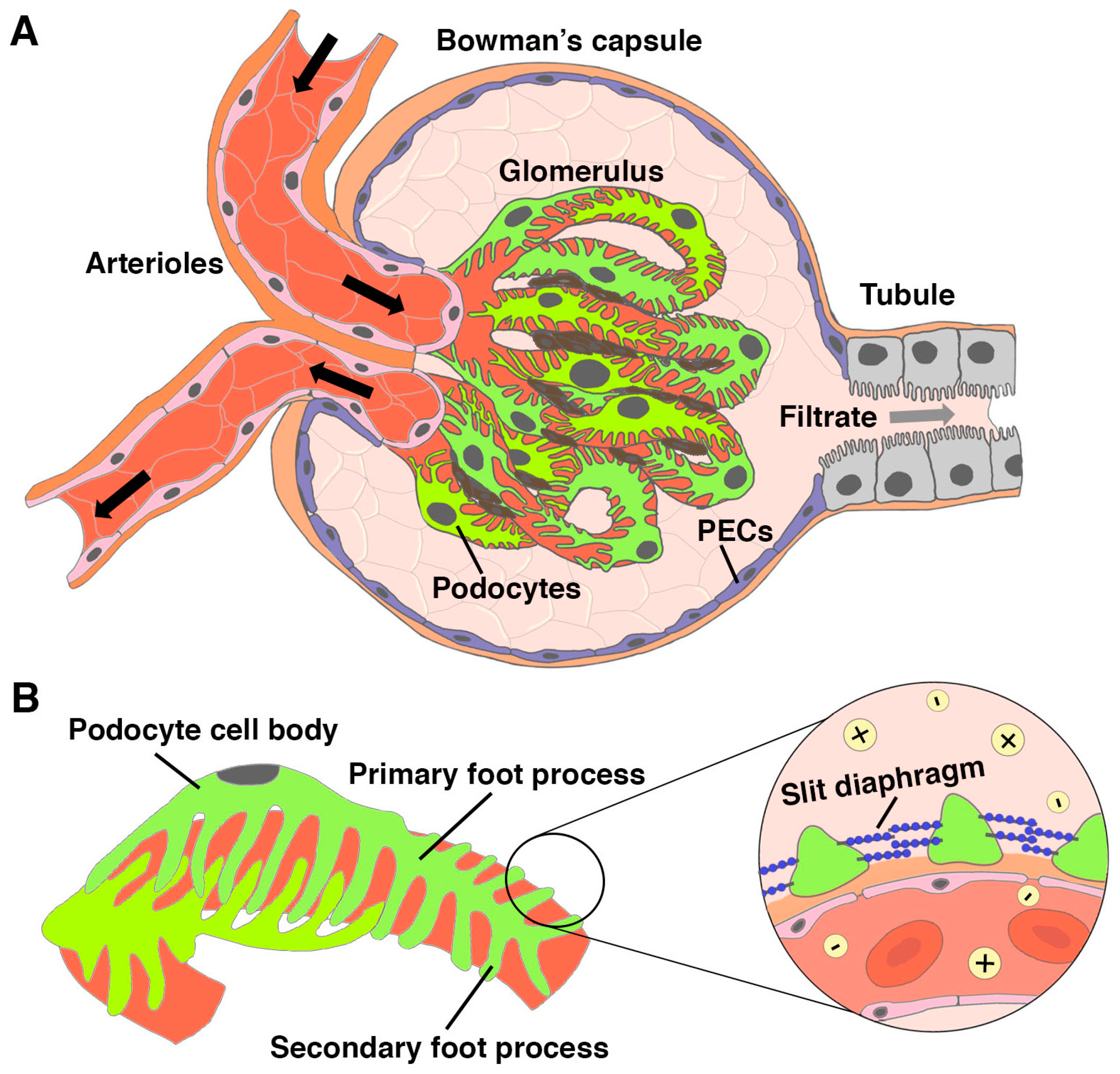
Podocyten van de zebravis

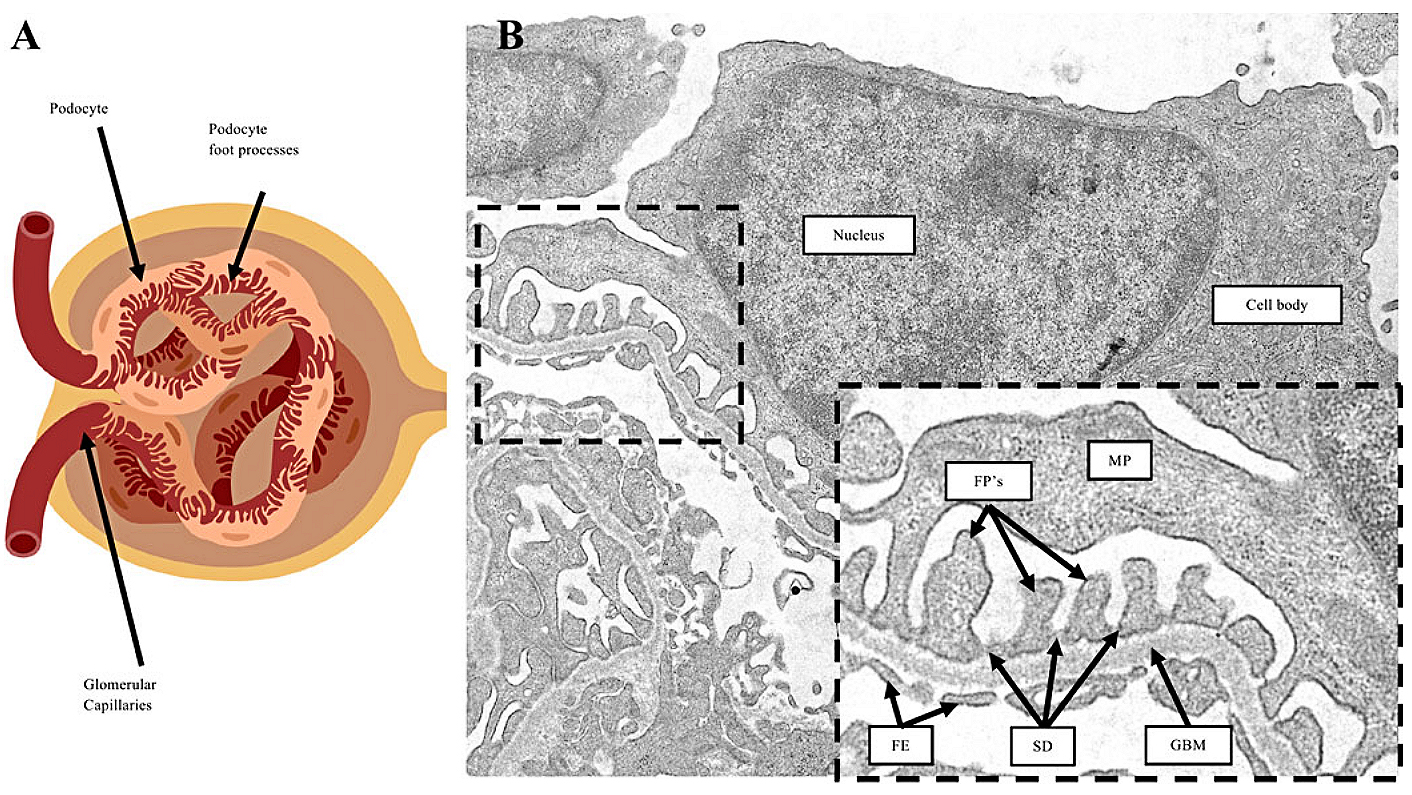
Het cellichaam van podocyten vertakt zich in lange primaire uitlopers (MP), die op hun beurt de voetjes (FP's) vormen die in direct contact staan met het onderliggende glomerulaire basaalmembraan (GBM). Aan de kant van het capillaire lumen bevindt zich gefenestreerd endotheel (FE). Aangrenzende voetjes vormen een tussenruimte die het spleetdiafragma (SD) wordt genoemd.

Podocyten (van het Oudgriekse πούς poús – genitief ποδός podós = 'voet' en het Oudgriekse κύτος kýtos = 'holte' → 'cel') zijn cellen om het kapsel van Bowman in de nieren die zich om de haarvaten van de glomerulus wikkelen. Podocyten vormen de epitheelbekleding van het kapsel van Bowman, de derde laag waardoor bloedfiltratie plaatsvindt. Het kapsel van Bowman filtert het bloed en houdt grote moleculen zoals eiwitten tegen, terwijl kleinere moleculen zoals water, zouten en suikers als eerste stap in de vorming van urine worden gefilterd. Ze zijn alleen permeabel voor moleculen met een molaire massa van ongeveer 70 kilodalton (kDa). Een proces dat bekend staat als selectieve permeabiliteit kan ook de filtratie van kleine, gewenste (d.w.z. niet-urinaire) stoffen verhinderen, afhankelijk van hun elektrische lading. In tegenstelling tot de tubuli is het vermogen van de glomeruli om te selecteren op homeostase echter zeer beperkt. Om de homeostase te handhaven, hebben podocyten een hoge mate van autofagie, wat verband houdt met de vorming van autofagosomen Eiwitten die belangrijk zijn voor de vorming van het autofagosoom omvatten light chain microtubule 1-associated protein (LC3), een lid van de autofagie-gerelateerde eiwitfamilie 8 gecodeerd door het MAP1LC3-gen, dat nodig is voor de verlenging en rijping van het autofagosoom.
Podocyten maken deel uit van de bloed-urinaire barrière. De negatief geladen (anionische) glycocalyx is betrokken bij het in stand houden van deze barrière. Door zijn anionische lading is de glycocalyx niet doorlaatbaar voor anionische moleculen (bijv. albuminen) en worden anionen minder effectief gefilterd dan kationen of ongeladen moleculen. Een andere functie van podocyten is het zelfreinigend vermogen van het glomerulaire filter. Hoewel verschillende ingewanden epitheellagen hebben, verwijst de naam viscerale epitheelcellen meestal specifiek naar podocyten, dit zijn gespecialiseerde epitheelcellen die zich in de viscerale laag van het kapsel bevinden. De menselijke nier bevat ongeveer een miljoen nefronen, die elk talrijke podocyten bevatten.
De podocyten hebben lange primaire uitlopers, trabeculae genaamd, die secundaire uitlopers vormen die bekend staan als voetjes. De voetjes wikkelen zich om de haarvaten en laten spleten tussen hen achter. Bloed wordt gefilterd door deze spleten, die elk bekend staan als een filtratiespleet, spleetdiafragma of spleetporie. Verschillende eiwitten zijn nodig om de voetjes om de haarvaten te wikkelen en te laten functioneren. Wanneer baby's geboren worden met bepaalde defecten in deze eiwitten, zoals nefrine en CD2AP, kunnen hun nieren niet functioneren. Mensen hebben variaties in deze eiwitten, en sommige variaties kunnen hen vooraf vatbaar maken voor nierfalen later in hun leven. Nefrine is een ritsachtig eiwit dat het spleetdiafragma vormt, met ruimtes tussen de tanden van de rits die groot genoeg zijn om suiker en water door te laten, maar te klein om eiwitten door te laten. Nefrinedefecten zijn verantwoordelijk voor aangeboren nierfalen. CD2AP reguleert het cytoskelet van de podocyt en stabiliseert het spleetdiafragma.

## Structuur

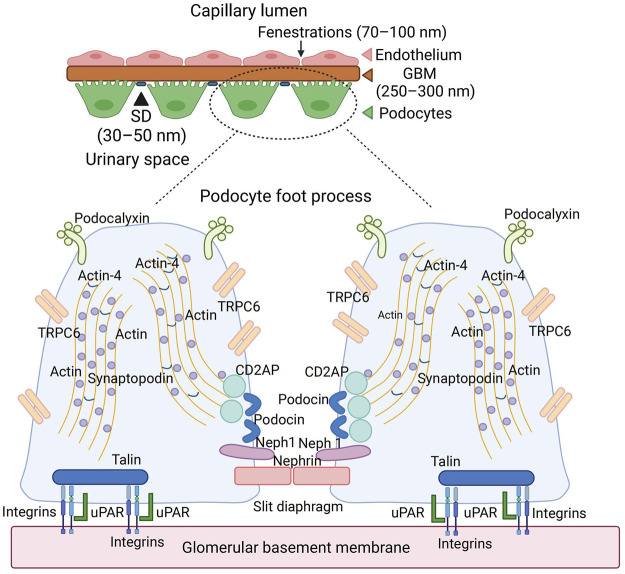
De eiwitsamenstelling van podocyten en het spleetdiafragma.

Een podocyt heeft een complexe structuur. Zijn cellichaam heeft hoofd- of primaire uitlopers die secundaire uitlopers vormen, zoals voetjes.[6]  Een secundaire uitloper wordt ook wel een cytopodium (letterlijk 'celvoetje') genoemd. De secundaire uitlopers zijn via transmembraaneiwitten (nefrine en podocine) met de aangrenzende podocyten verbonden. De primaire uitlopers worden vastgehouden door microtubuli en intermediaire filamenten. De voetjes hebben een op actine gebaseerd cytoskelet. Aan hun apicale membraan zijn de uitlopers van de podocyten bedekt met een anionische glycocalyx. Podocyten bevinden zich rond het kapsel van Bowman op de viscerale laag. De voetjes wikkelen zich om de glomerulus capillairen en vormen zo de filtratiespleten. De voetjes vergroten het celoppervlak, wat efficiënte ultrafiltratie mogelijk maakt.
Podocyten secreteren hormonen en onderhouden het glomerulaire basaalmembraan. Het glomerulaire basaalmembraan is de basale lamina van de glomerulus en de basale lamina is een laag extracellulaire matrix die wordt afgescheiden door de epitheelcellen, waarop het epitheel is aangehecht.
Er zijn talrijke beklede vesikels en beklede putjes langs het basolaterale domein van de podocyten, wat wijst op een hoge mate van transport van vesikels. De vesikels zijn bedekt met clathrine.
Podocyten beschikken over een goed ontwikkeld endoplasmatisch reticulum en een groot golgicomplex, wat wijst op een hoge capaciteit voor eiwitsynthese en posttranslationele veranderingen.
Er zijn ook steeds meer aanwijzingen voor een groot aantal multivesiculaire lichaampjes en andere lysosomale componenten in deze cellen, wat wijst op een hoge endocytische activiteit.

Schema van de filtratiebarrière (bloed-urine) in de nier.
A. De endotheelcellen van de glomerulus; 1. porie (fenestra).
B. Glomerulaire basaalmembraan 1. lamina rara interna 2. lamina densa 3. lamina rara externa
C. Podocyten: 1. enzymatisch en structureel eiwit 2. filtratiespleet 3. diafragma

## Energiebehoefte
Podocyten hebben een aanzienlijke hoeveelheid energie nodig om de structurele integriteit van hun voetjes te behouden, gezien de aanzienlijke mechanische belasting die ze ondergaan tijdens het filtratieproces van de glomerulus.
Dynamische veranderingen in de glomeruluscapillaire druk oefenen zowel trek- als rekkrachten uit op de voetjes van de podocyten en kunnen leiden tot mechanische belasting van hun cytoskelet. Tegelijkertijd wordt schuifspanning in de vloeistofstroom gegenereerd door de beweging van glomerulaire voorurine, wat een tangentiële kracht uitoefent op het oppervlak van deze voetjes.
Om hun complexe architectuur van de voetjes te behouden, hebben podocyten een aanzienlijk ATP-verbruik nodig om hun structuur en cytoskeletorganisatie te behouden, de verhoogde glomeruluscapillaire druk tegen te gaan en de capillaire wand te stabiliseren.

## Functie
Podocyten hebben primaire uitsteeksels, trabeculae genaamd, die de glomerulushaarvaten omsluiten. De trabeculae hebben op hun beurt secundaire uitsteeksels, voetjes. De voetjes grijpen in elkaar, waardoor dunne openingen ontstaan, filtratiespleten genaamd. De sleuven worden bedekt door spleetdiafragma's, die zijn samengesteld uit een aantal celoppervlakte-eiwitten, waaronder nefrine, podocalyxine en P-cadherine. Deze eiwitten beperken de doorgang van grote macromoleculen zoals serumalbumine en gammaglobuline en zorgen ervoor dat deze in de bloedbaan blijven. Eiwitten die nodig zijn voor de correcte werking van het spleetdiafragma zijn onder andere nefrine, NEPH1, NEPH2, podocine, CD2AP en FAT1.
Kleine moleculen zoals water, glucose en ionische zouten kunnen de filtratiesleuven passeren en een voorurine vormen in de tubulaire vloeistof, dat verder door het nefron wordt verwerkt tot urine.
Podocyten zijn ook betrokken bij de regulering van de glomerulus-filtratiesnelheid (GFR). Wanneer podocyten samentrekken, sluiten ze de filtratiespleten. Dit verlaagt de GFR door het voor filtratie beschikbare oppervlak te verkleinen.

## Klinische betekenis

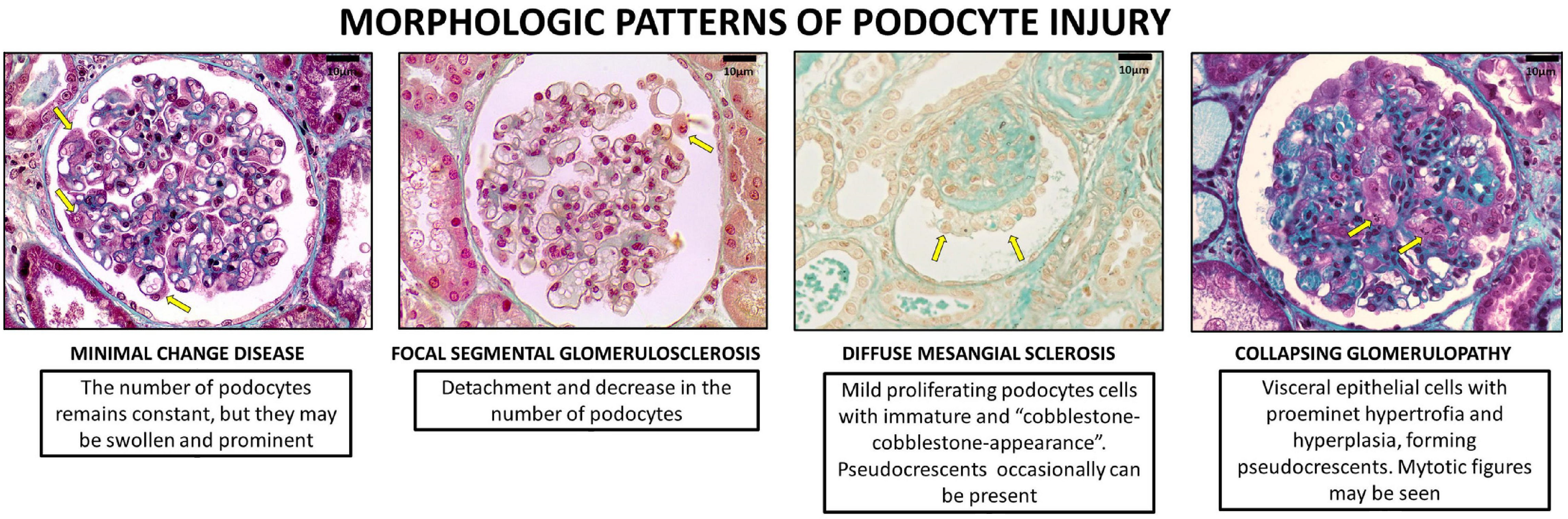
Morfologische patronen van podocytenletsel.

Focale segmentale glomerulosclerose (FSGS) en Minimal-Change-Glomerulonephritis (MCD).

Verlies van de voetjes van de podocyten (d.w.z. podocytenverdwijning) is een kenmerk van Minimal-Change-Glomerulonephritis.
Verstoring van de filtratiesleuven of vernietiging van de podocyten kan leiden tot massale proteïnurie, waarbij grote hoeveelheden eiwitten uit het bloed verloren gaan.
Een voorbeeld hiervan is de aangeboren aandoening congenitaal nefrotisch syndroom, die wordt gekenmerkt door neonatale proteïnurie die leidt tot nierfalen in het eindstadium. Deze ziekte blijkt te worden veroorzaakt door een mutatie in het nefrinegen.
In 2002 ontwikkelde professor Moin Saleem van de Universiteit van Bristol de eerste conditioneel vereeuwigde humane podocytencellijn. Dit betekende dat podocyten in het laboratorium konden worden gekweekt en bestudeerd. Sindsdien zijn er vele ontdekkingen gedaan.  Het nefrotisch syndroom treedt op wanneer er een afbraak is van de glomerulaire filtratiebarrière. De podocyten vormen één laag van de filtratiebarrière. Genetische mutaties kunnen disfunctie van podocyten veroorzaken, wat leidt tot een onvermogen van de filtratiebarrière om eiwitverlies via de urine te beperken. Er zijn momenteel 53 genen bekend die een rol spelen bij genetisch nefrotisch syndroom.  Bij idiopathisch nefrotisch syndroom is er geen bekende genetische mutatie. Men denkt dat het wordt veroorzaakt door een tot nu toe onbekende circulerende permeabiliteitsfactor. Onderzoek suggereert dat de factor kan worden vrijgegeven door T-cellen of B-cellen, Podocytcellijnen kunnen worden behandeld met bloedplasma van patiënten met het nefrotisch syndroom om de specifieke reacties van de podocyt op de circulerende factor te begrijpen. Er zijn steeds meer aanwijzingen dat de circulerende factor via de PAR-1-receptor (Proteinase-activated receptor 1) signalen naar de podocyt zou kunnen sturen.
De aanwezigheid van podocyten in de urine wordt voorgesteld als een vroege diagnostische marker voor pre-eclampsie.
Secundaire podocytopathieën zijn het gevolg van andere ziekten die ook een genetische achtergrond kunnen hebben. Voorbeelden van oorzaken van secundaire podocytziekten zijn stofwisselingsziekten zoals diabetes mellitus, obesitas en een verstoord immuunsysteem.
Bij focale segmentale glomerulosclerose  (FSGS) vonden onderzoekers een minimal-change nephrotic syndrome (MCD), waarbij met lichtmicroscopie geen bijzonderheden te zien zijn, maar met elektronenmicroscopie ernstige podocytschade te zien is." "In eenvoudige bewoordingen kan men zeggen dat schade aan de podocyten en spleetmembranen nefrotisch syndroom veroorzaakt, terwijl endotheelletsels en glomerulaire basaalmembraandefecten eerder geassocieerd zijn met het nefrotisch syndroom." In geïsoleerde gevallen toont een nierbiopsie na een COVID-19-vaccinatie glomerulopathie in de vorm van focale segmentale glomerulosclerose of minimal-change nephrotic syndrome (MCGP).
Zowel genetische als verworven schade aan de podocyt veroorzaakt terugtrekking van de voetjes, pseudo-voetjes fusie, wat gepaard gaat met een verandering in de structuur van het spleetdiafragma (Kriz 1997).). Een dergelijke terugtrekking van de voetjes van de podocyten lijkt op fusie daarvan. Gerd Harald Herold beschrijft podocytenziekte als gekenmerkt door een "loslating van de podocytvoetjes van het glomerulaire basaalmembraan met de ontwikkeling van proteïnurie" en ook door een "fusie van de podocytvoetjes".
Ontstekingsprocessen (glomerulonefritis) van de glomerulus capillairen kunnen leiden tot een insufficiëntie van de bloed-urinebarrière, met verlies van negatieve ladingseigenschappen en poriënvergroting. Macromoleculen kunnen dan het membraan passeren, ongeacht hun moleculaire grootte en elektrische lading. Hierdoor treden hematurie en albuminurie (proteïnurie) op.

### B7-1-expressie van podocyten
Onder bepaalde omstandigheden kunnen podocyten B7-1 ook tot expressie brengen als oppervlakte-eiwit (CD80), met name bij proteïnurie in de nieren. Deze B7-1-positieve podocyten hebben een verminderde binding aan de omliggende extracellulaire matrix via β1-integrine. Een klinische studie bij vijf patiënten met primaire of recidiverende focale segmentale glomerulosclerose met B7-1-positieve podocyten toonde een gedeeltelijke of volledige remissie van proteïnurie aan bij alle patiënten die werden behandeld met abatacept, een fusie-eiwit bestaande uit het CTLA-peptide en immunoglobuline. Abatacept is een remmer van het co-stimulerende B7-1-molecuul op T-cellen, dat al met succes is gebruikt bij de behandeling van reumatoïde artritis.